# Ève Salvail
Pour les articles homonymes, voir Salvail.
Ève Salvail est une mannequin québécoise, originaire de Matane,,, née le 7 avril 1971 . Elle se distingue par son look arborant un crâne rasé, où figure un tatouage représentant un dragon.

## Vie personnelle
Ève Salvail, naît à Québec, le 7 avril 1971, elle est placée le lendemain en adoption dans une maison gérée par des sœurs dans la ville de Chicoutimi, elle est adoptée 9 mois plus tard et grandira à Matane. Elle rencontre sa mère biologique en 1999, alors qu'elle a 28 ans.
Elle fait son coming-out en tant que lesbienne en 1996 à ses proches, puis son coming out médiatique à l'émission Coming Out Stories de Tyra Banks, le 9 janvier 2007.
En 2016, elle devient sobre, après plusieurs années de lutte contre l'alcoolisme et la toxicomanie,,,.

## Carrière professionnelle
Gagnante du Prix photogénie du concours « Devenir Mannequin » du magazine Clin D'Œil en 1990, Ève Salvail obtient son premier contrat avec l'agence de mannequins Giovanni.
Elle amorce sa carrière de mannequin à Tokyo, au Japon en 1990. À la fin de son séjour en Asie en 1991, elle décide de se faire tatouer un dragon sur le crâne, qu'elle rasera,.
De retour au Québec en 1992, Dick Walsh lui propose un éditorial mode pour le magazine Elle Québec. C'est à la réalisation d'une série de photos, prises par le photographe Carl Lessard et exposées au Shed Café de Montréal, qu'elle est remarquée par le créateur Jean-Paul Gautier,, qui l'invite à participer à son prochain défilé à Paris, la semaine suivante.
Ève Salvail est ensuite photographiée pour le Glamour  France et Italie et le Marie-Claire France; les marques telles que Calvin Klein, Chanel, Ralph Lauren, Donna Karan, Christian Lacroix, Karl Lagerfeld, Paco Rabanne, Versace, Gucci, Prada, Giorgio Armani, Valentino, Thierry Mugler, ou Moschino font appel à elle. Elle fait aussi les couvertures de plusieurs magazines dont ELLE, City, Fashion Spectrum, TimeOut (Roma), Avril Magazine, Lez Spread The Word et Wired, entre autres.
En 1994, elle s'installe à New York et commence à faire son apparition au cinéma, on la voit notamment dans Prêt à Porter (1994), The Fifth Element (1997), Celebrity (1998), Hostage (1999) et Zoolander (2001),.
Dès 2005, elle débute dans le monde de la musique sous le nom de DJ Evalicious,,.
Au fil des ans, Ève Salvail s’associe à différentes activités caritatives dont la Fondation Rêves d'enfants, la Fondation canadienne du cancer du sein, le Rêve d’Amélie, le Défilé Fashion for Relief, La Dauphinelle et Leucan,. Elle a aussi sa propre fondation qui porte son nom et qui vient en aide aux femmes victimes de violence conjugale et à leurs enfants.
En 2021, Ève Salvail est la porte-parole de la Journée de visibilité lesbienne québécoise.
En 2024, elle est de la 4e saison de la mouture québécoise de Big Brother Célébrités.

## Honneurs
En 1993, elle est récipiendaire du Prix Vénus de la mode, du Conseil de la Mode de Paris.
En 1994, elle reçoit le Prix Hommage du Gala de la Griffe d’Or.
En 2000, elle reçoit une plaque commémorative au Gala de la Griffe d’or, pour sa carrière de mannequin[réf. nécessaire].
En 2012, elle est décorée chevalière de l'Ordre de la Pléiade, par l'Assemblée nationale du Québec.

## Œuvres

### Filmographie
- 1994 : Prêt-à-porter de Robert Altman[25]
- 1995 : Unzipped de Douglas Keeve
- 1997 : Le Cinquième Élément de Luc Besson[25]
- 1998 : Celebrity de Woody Allen
- 1999 : Hostage de Fredrik Sundwall
- 2001 : Zoolander de Ben Stiller[9]
- 2021 : Dompter son Dragon de Sophie Foetier[26]
- 2023 : Frame de JP Charlebois[25],[27]

### Livres
- Soit toi et t'es belle (2020). Édition de l'homme (ISBN 9782761953283).